# L'Homme-miracle
Pour plus de détails, voir Fiche technique et Distribution.
L'Homme-miracle (Ein Mann geht durch die Wand) est un film allemand réalisé par Ladislas Vajda, sorti en 1959.
Le film est une adaptation de la nouvelle de Marcel Aymé, Le Passe-muraille.

## Synopsis
M. Buchsbaum, petit fonctionnaire des impôts, est un homme heureux jusqu'à l'arrivée d'un nouveau superviseur qui ne l'aime pas. Il va voir son ancien professeur qui est déçu de sa carrière. Buchsbaum lui explique qu'il fait bien son travail, mais que ce n'est pas ce qu'il y a de mieux dans sa vie, que quelque chose lui manque. Il avait de grands projets, mais il y a toujours eu un mur. Le professeur lui répond que c'est juste une excuse, simplement un manque de confiance en soi.
De retour dans son appartement, un court-circuit le plonge dans le noir. Il essaie de trouver la porte pour en parler au concierge et se retrouve dans la cage d'escalier. Stupéfait, il va voir un médecin qui le prend pour un fou.
Le lendemain, de retour au bureau, Buchsbaum est déclassé par son directeur. Il se met en colère et passe la tête à travers le mur du bureau de son directeur pour vider son sac. Le directeur devient fou et est hospitalisé. Buchsbaum fait connaissance avec sa voisine, la pianiste Yvonne Steiner, dont il tombe amoureux. Peu après, il passe le mur pour la rejoindre et tombe sur un jeune homme séduisant. Il croit alors qu'il n'a aucune chance. Il vole un collier chez elle mais elle appelle la police.
Buchsbaum est déçu et veut agir en égoïste. Il va à la banque et prend un million. Pris de remords, il laisse le butin chez son ami peintre qui touche la récompense de 10%. La police ne le croit pas, il est mis en prison. Buchsbaum retourne à la banque pour se faire arrêter et libérer son ami. Quand il se retrouve en prison et sort de sa cellule grâce à son don, il est mis à l'isolement avec des fers. Buchsbaum, qui se sent malheureux puisqu'il a tout perdu, rentre chez lui. Il est reçu par sa voisine qui le croit malade. Elle appelle son médecin qui s'avère être le jeune homme séduisant. Il retourne à son travail, reçoit une promotion. Dans la soirée, il sonne chez sa voisine parce qu'il ne veut pas traverser le mur et se rend compte qu'il a perdu son pouvoir.

## Fiche technique
- Titre original : Ein Mann geht durch die Wand (litt. « Un homme passe à travers le mur »)
- Titre français : L'Homme-miracle[1]
- Réalisation : Ladislas Vajda, assisté de Hermann Haller et de Hellmuth Kirchammer
- Scénario : István Békeffy, Hans Jacoby
- Musique : Franz Grothe
- Direction artistique : Gottfried Will, Rolf Zehetbauer
- Costumes : Ingeborg Ege-Grützner
- Photographie : Bruno Mondi
- Son : Walter Rühland
- Montage : Hermann Haller
- Production : Kurt Ulrich
- Sociétés de production : Kurt Ulrich Film GmbH
- Société de distribution : Deutsche Film Hansa
- Pays d'origine :  Allemagne de l'Ouest
- Langue : allemand
- Format : Noir et blanc - 1,37:1 - Mono - 35 mm
- Genre : Comédie et fantastique
- Durée : 99 minutes
- Dates de sortie :
  - Allemagne de l'Ouest : 14 octobre 1959.
  - Danemark : 3 octobre 1960.
  - France : 17 novembre 1961[1].

## Distribution
- Heinz Rühmann : Herr Buchsbaum
- Nicole Courcel : Yvonne Steiner
- Anita von Ow : Marianne Steiner
- Rudolf Rhomberg : Le peintre
- Hubert von Meyerinck : Pickler, le chef du service
- Rudolf Vogel : Fuchs, le lèche-bottes
- Peter Vogel : Hirschfeld, l'intrigant
- Elfie Pertramer : Mme Stiegler
- Karl Lieffen :  Hintz
- Ernst Fritz Fürbringer : Le médecin
- Hans Leibelt : Holtzheimer, le chef de service sympathique
- Fritz Eckhardt : Le directeur de prison
- Hans Pössenbacher : M. Blum
- Lina Carstens : Mme Höppke
- Karl Michael Vogler : Un homme élégant
- Henry Vahl : Le professeur
- Günter Gräwert : Hendel
- Werner Hessenland : Un facteur
- Georg Lehn : Le petit homme
- Dietrich Thoms : L'inspecteur Klaus
- Max Haufler : Katz